# Kalixforsbron
Kalixforsbron, även känd som endast Kalixfors, är en by och tågmötesstation vid Kalixälven i Lappland.
Kalixforsbron ligger på gränsen mellan Gällivare och Kiruna kommuner. Där når Gällivare sockens norra skogsbygd fram till Kalixälven. Platsen är belägen vid Malmbanan, cirka 14 km söder om Kiruna. 
Kalixforsbron har bebyggelse på båda sidor om älven, i både Gällivare socken (i söder) och Jukkasjärvi socken (i norr).
Kalixfors ligger cirka 1 km norr om Kalixforsbron och i Jukkasjärvi socken.

## Historia
Efter att självaste bron byggdes 1878 var Wilhelm Fjellborg (1885–1960) från Kaalasjärvi den förste att slå sig ned på platsen. Området var länge utgångspunkt för Kebnekaiseturisterna, detta tills att Länsväg 870 (nu känd som Nikkaluoktavägen) börjades byggas till byn Holmajärvi på 1930-talet. Poststationen i byn lades ner 1961.